# Villa Fiorito
Villa Fiorito è una città del partido di Lomas de Zamora, nel sud della Gran Buenos Aires in provincia di Buenos Aires. È nota per essere il posto in cui è cresciuto Diego Armando Maradona famoso calciatore, morto il 25 novembre del 2020.
La popolazione nel 2001 era di 42 904 abitanti. Sergio Olguín, nel suo romanzo per ragazzi La Squadra dei miei Sogni, racconta e presenta  Villa Fiorito basandosi in parte sulla sua autobiografia, ma anche inserendo elementi che appartengono al genere dei romanzi cavallereschi.